# Cygnet Island
Cygnet Island ist eine Insel von weniger als 0,5 Hektar Größe an der nordöstlichen Küste von Tasmanien, Australien. Die Insel ist Teil der Waterhouse-Island-Gruppe.

## Fauna
Zu den festgestellten brütenden Meeresvögeln gehören Dickschnabelmöwe, Ruß-Austernfischer und Schwarzgesichtscharbe.